# La Serpent
La Serpent és una vila de la regió d'Occitània, al departament de l'Aude, districte de Limós, cantó de Coisan, de menys de 100 habitants a uns 350 metres d'altitud. El terme té unes 1000 hectàrees de les que unes 50 es dediquen a la producció del vi escumós Blanquet de Limós. Té un castell del segle xvii reproducció de l'arquitectura del de Versalles, i una església parroquial dedicada a Sant Esteve.